# Ceriagrion tenellum
Ceriagrion tenellum là loài chuồn chuồn trong họ Coenagrionidae. Loài này được de Villers mô tả khoa học đầu tiên năm 1789.

## Hình ảnh

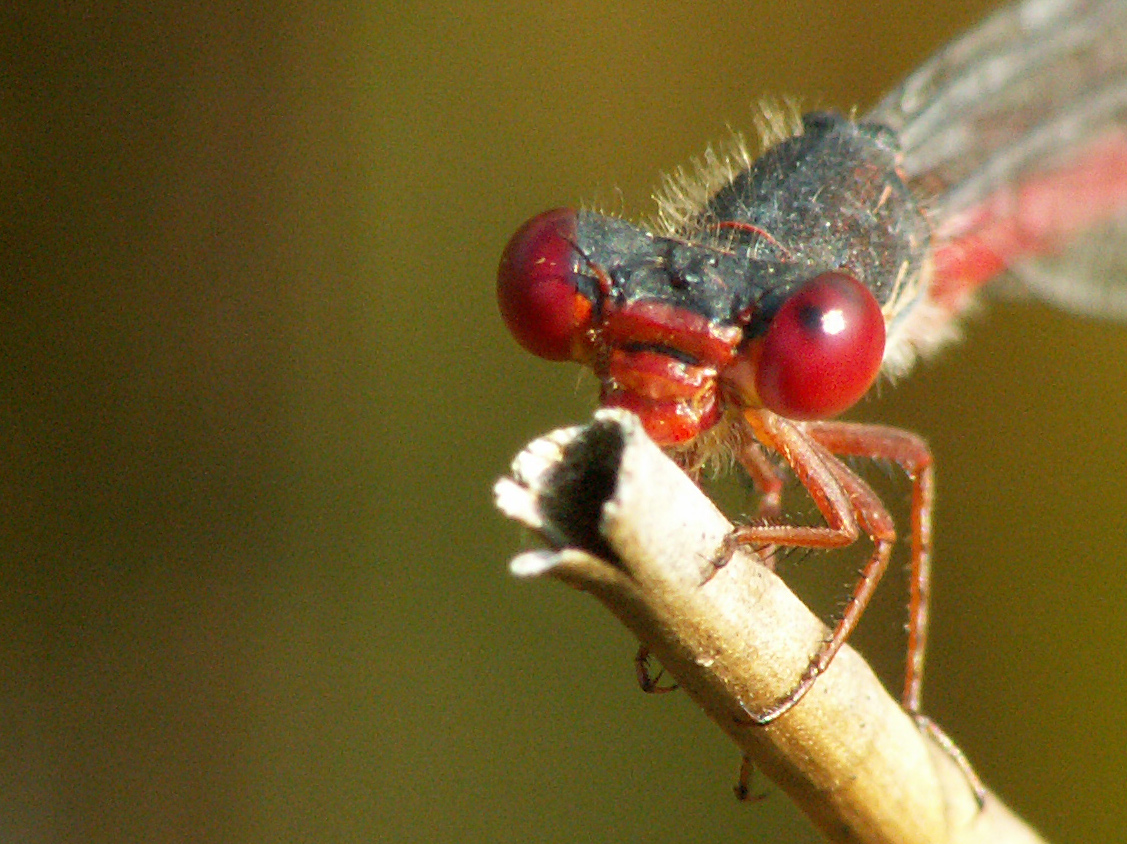
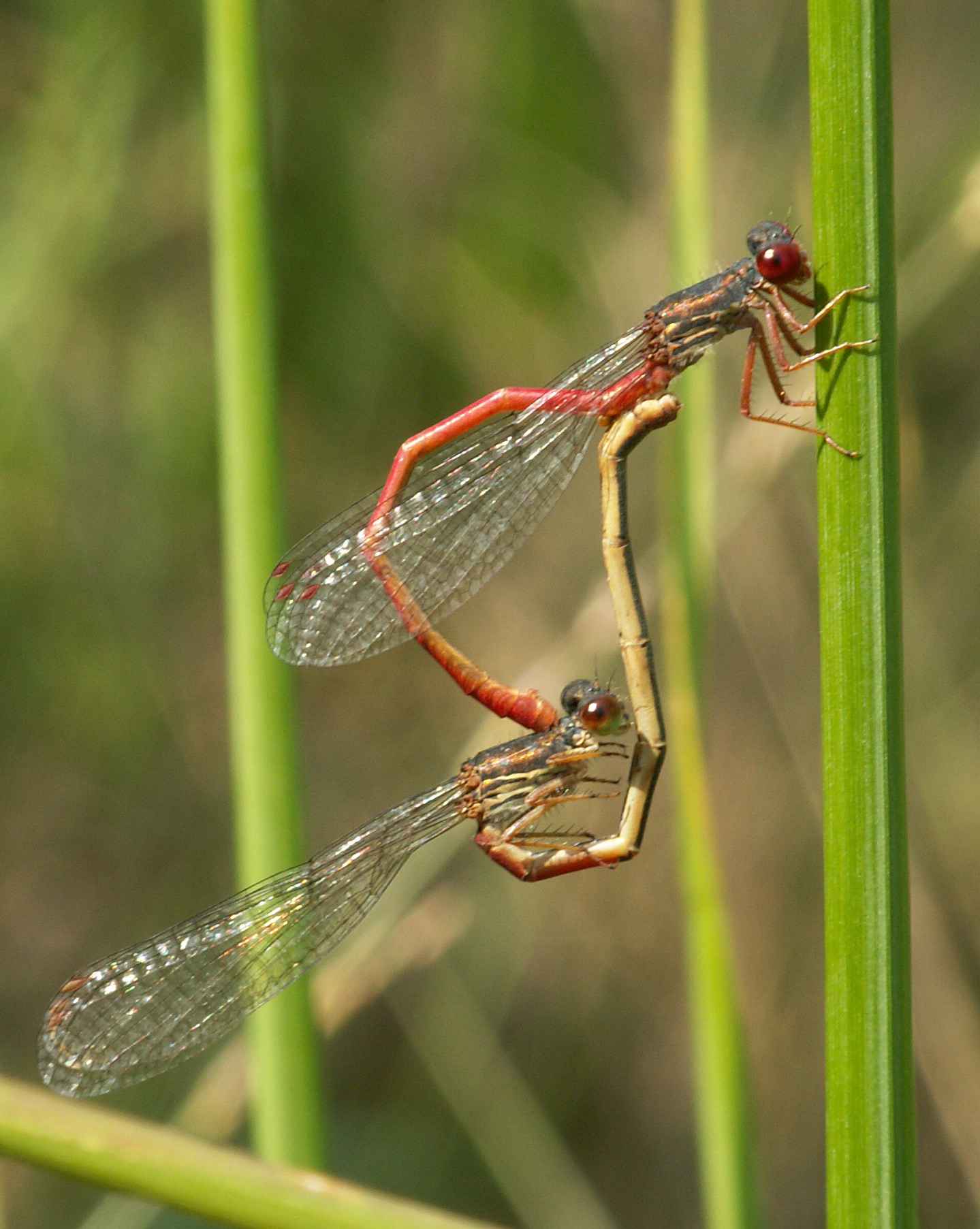
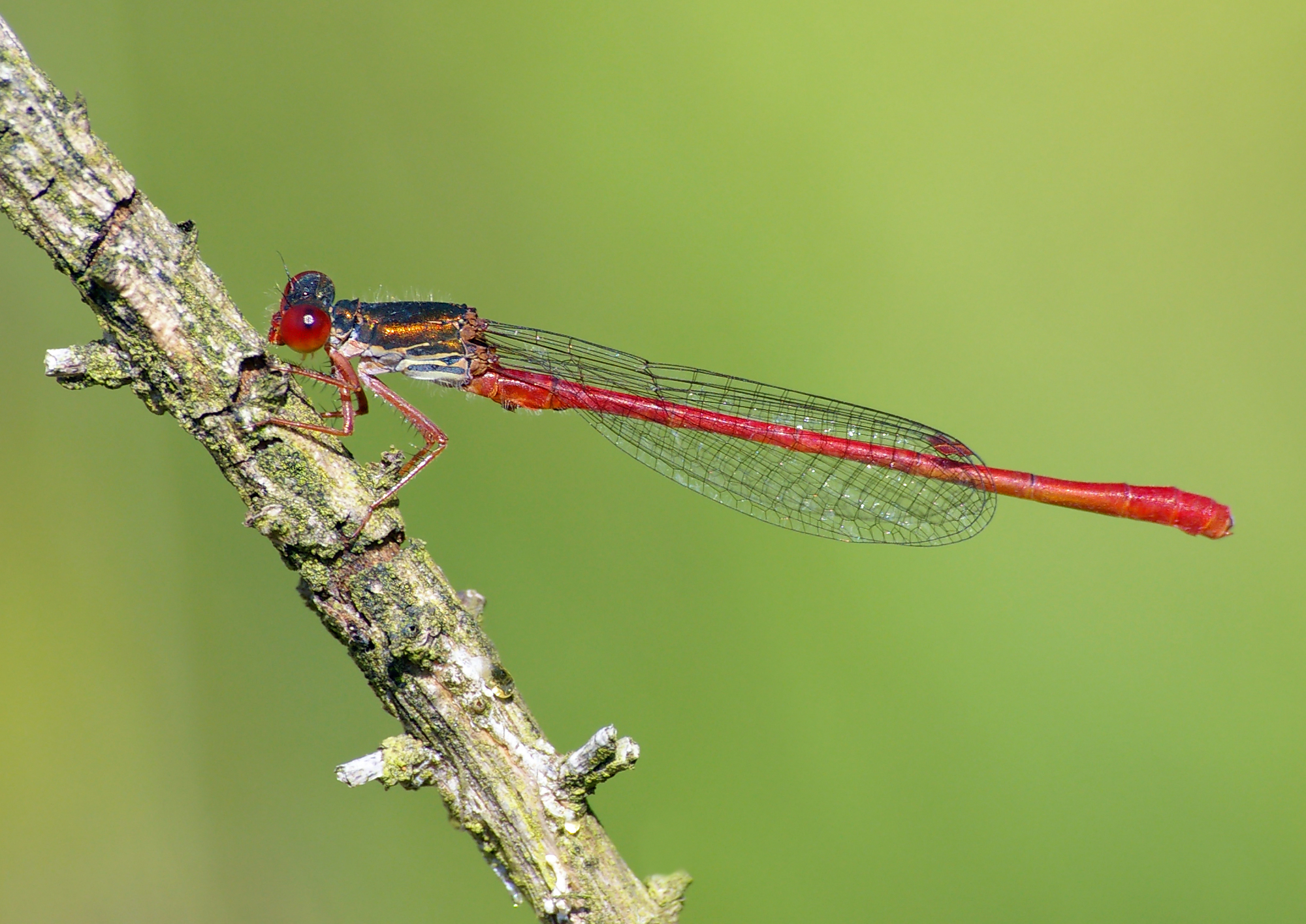
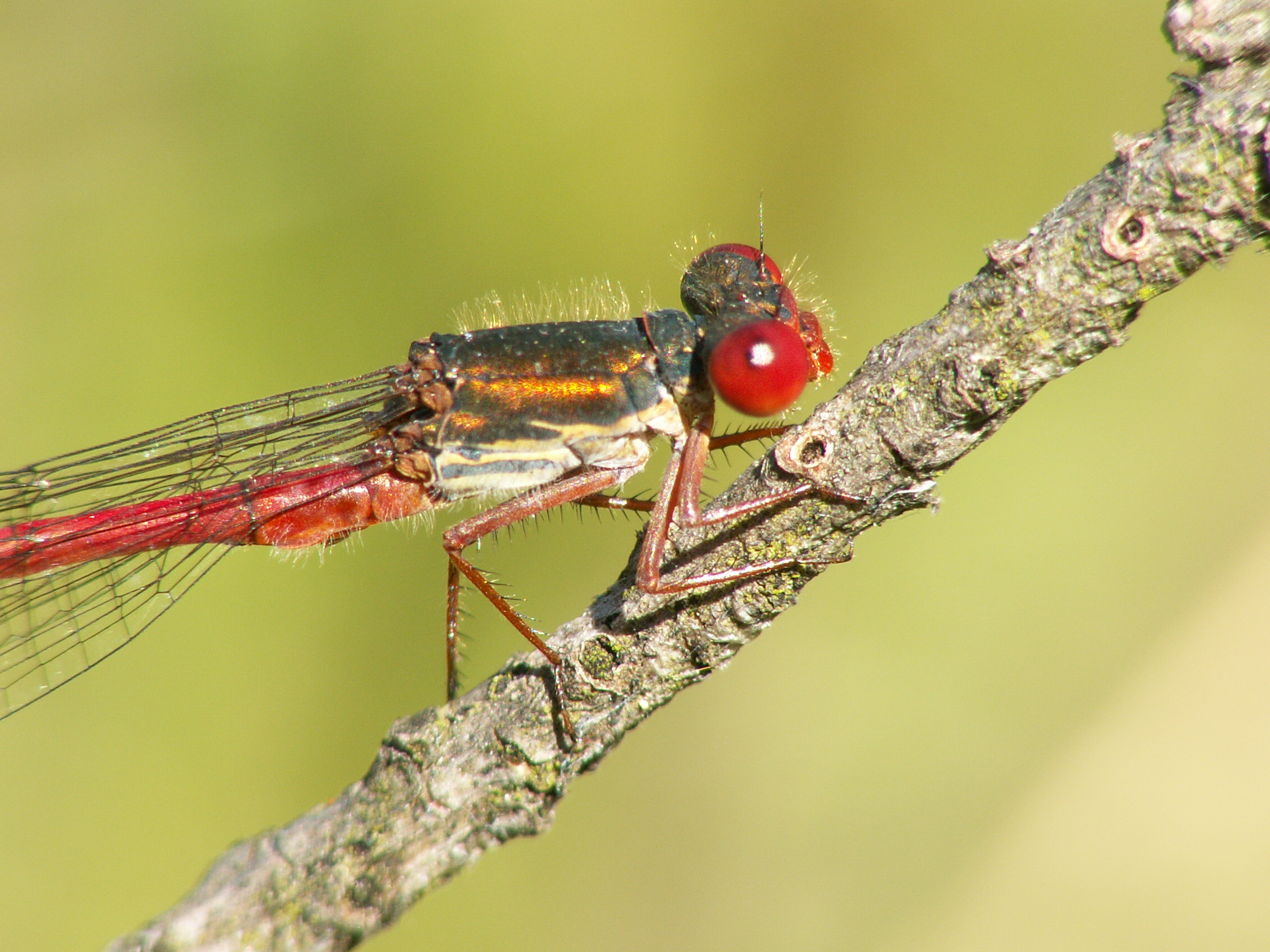